# Throwdown
I Throwdown sono un gruppo musicale metalcore statunitense.

## Storia del gruppo
Il gruppo è stato fondato in California nel 1997 da Keith Barney e da alcuni musicisti già attivi negli Eighteen Visions.
Dopo aver firmato un contratto con la Indecision Records, il gruppo ha pubblicato il primo album nel 1999.
Nel 2001 è stato registrato e pubblicato il secondo disco.
Il gruppo adotta uno stile di vita straight edge.

## Formazione
Attuale
- Dave Peters – chitarre (2000–2002), voce (dal 2002)
- Matt Mentley – chitarre (2004–2005), basso (2005–2007, dal 2014)

Ex membri
- Javier Van Huss – basso (1997–1998)
- Marc Jackson – batteria, percussioni (1997–2002), chitarra (2004)
- Keith Barney – voce (1997–2002), chitarre (2002–2004)
- Tommy Love – chitarre (1997–2004)
- Dom Macaluso – chitarre (1997–1998), basso (1998–2005)
- Brandan Schieppati – chitarre (1998–2000)
- Mark Choiniere – chitarre (2005–2011)
- Mark Mitchell – basso (2007–2014)
- Ben Dussault – batteria, percussioni (2004–2008)

## Discografia

### Album in studio
- 1999 - Beyond Repair
- 2001 - You Don't Have to Be Blood to Be Family
- 2003 - Haymaker
- 2005 - Vendetta
- 2007 - Venom & Tears
- 2009 - Deathless
- 2014 - Intolerance

### Singoli ed EP
- 1997 - Throwdown
- 2000 - Drive Me Dead
- 2000 - Throwdown / Good Clean Fun
- 2002 - Face the Mirror
- 2007 - Americana / Planets Collide
- 2007 - Covered in Venom and Tears